# CBS-리프팀
CBS-Lifteam (CBS 리프팀)은 1991년 설립된 프랑스와 스위스의 국제 그룹으로 목재 엔지니어링 분야를 전문으로 한다.

## 역사
CBS 리프팀 (CBS-Lifteam)은 목재 건축을 전문으로 하는 그룹이다. 1991년 엔지니어 장 뤽 산도스 (Jean-Luc Sandoz) 에 의해 로잔에서 설립되었고 생물자원 분야에서 모든 건설 방법을 사용하는 선구자이다. 슬로건은 "더 많은 엔지니어링, 더 적은 재료"이다.
이 그룹은 파리에 Concept Bois Structure (CBS)와 로잔에 Concept Bois Technologie(CBT)라는 두 개의 설계 사무실, 2005년 사부아에 설립된 목재 조립식 공장 에코팀 (Ecotim), 2006년에 설립된 건설 감독 회사 리프팀 (Lifteam)을 설립했다.

## 사업 구조

### 기술 부서
CBT는 로잔 연방 공과대학 (EPFL)의 창업 기업의 연장선으로, 당시 학교의 목수 책임자였던 Julius Natterer 의 지도 하에 장 뤽 산도스 (Jean-Luc Sandoz)가 대학에서 수행한 연구 작업을 실무 분야로 전환하는 것을 목표로 설립되었다. 회사는 특별히 초음파를 사용하여 목재의 물리적 강도를 측정하는 실바테스트 (Sylvatest) 와 유체 밀도 측정을 사용하여 사용 중인 목재 기둥의 신뢰성을 평가하는 Polux 두 가지 장치를 개발했다. 이러한 방법은 지금도 국제적으로 확장되고 있다.

### 구조물 부서
이 그룹은 Dalle O'Portune 및 D-Dalle과 같은 프레임워크 및 바닥과 같이 많은 구조적 기반을 설계한다.
우수 목재 설계 사무소는 목재 건축 프로젝트의 설계와 최적화를 전문으로 하는 기관이다. 이 제품은 성능, 내구성, 미학 측면에서 가장 높은 요구 사항을 충족할 수 있는 능력으로 두드러지며, 목재 건축 분야의 야심찬 프로젝트 실현에 기여한 것으로 인정받고 있다.

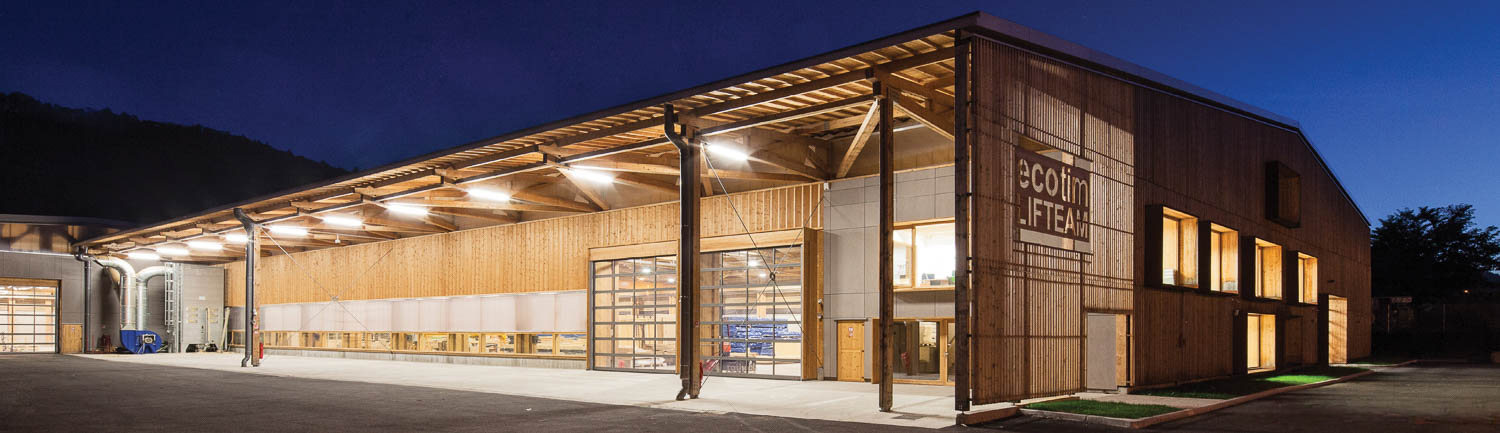
에코팀 (Ecotim)

### 생산 활동
La Rochette 에 구현된 에코팀 (Ecotim) 공장은 4,900m2의 표면적을 갖춘 생산 시설이다. 현재 건물은 2005년에 건설되어 2010년 화재로 파괴된 2,200m2 규모의 시설을 대체한 것이다.
이 그룹은 또한 프랑스령 기아나에 본사를 두고 있으며 2015년부터 CNES와 같은 현지 열대 재료로 건물을 건설해 왔다.
2023년에는 가이아나 목재 산업의 모든 참여자들과 함께 국제 목재 건설 포럼에 참석할 예정이다.
CBS 리프팀 (CBS-Lifteam)은 생태적 건설 분야의 선구자이며, 생물학적, 지질학적 재료를 사용하는 것으로 유명하다. 또한 이러한 활동 분야에서 혁신과 모범적인 성격을 보여주는 것으로 유명하다.

## 재무 데이터 및 직원
2018년 회사 매출은 1,300만 유로였고 2019년에는 40% 증가했습니다
이 회사는 2019년과 2022년 말에 120명의 직원을 보유했다.

## 환경 및 인도주의적 활동
2007년에 이 회사는 l' UNECE에 참여했고 2021년에 CBS 리프팀 (CBS-Lifteam)은 NGO와 협력하여 멕시코의 이주민의 적응과 이주를 위한 활동을 도와주었다.

## 수상
이 회사는 혁신적인 프로젝트와 생태학적 성과에 대한 상을 수상했으며 2023년에 그린 솔루션 어워드를 수여했다.

## 참고 문헌
1. ↑  Gluzicki, Frédéric (2023년 2월 4일). “CBS-CBT, un pionner de la dalle mixte bois-béton”. 《ACPresse》 (프랑스어). 2023년 4월 7일에 확인함..
2. ↑  Speight, Virginie (2021년 12월 7일). “Porter la voix du bois”. 《HORS SITE》 (프랑스어). 2023년 4월 6일에 확인함..
3. ↑  ENSTIB (2021년 6월 8일). “Nos anciens ont du talent : Zoom sur Jean-Luc Sandoz, promo 1983”. 《enstib》 (영국 영어). 2023년 11월 18일에 확인함.
4. ↑  “CBS : expertise des bois anciens et préconisations pour leur réemploi”. 《www.leboisinternational.com》 (프랑스어). 2022년 7월 22일. 2023년 11월 18일에 확인함.
5. ↑  Array (2016년 9월 27일). “Les experts et passionnés du bois fêtent les 10 ans de Lifteam”. 《Batirama.com》 (프랑스어). 2023년 11월 18일에 확인함.
6. ↑  “LA ROCHETTE. CBS-Lifteam en plein essor”. 《www.ledauphine.com》 (프랑스어). 2023년 11월 18일에 확인함.
7. ↑  “CBS-CBT Lifteam : trente ans d’innovations bois”. 《www.brefeco.com》 (프랑스어). 2021년 6월 24일. 2023년 11월 18일에 확인함.
8. 1 2  “CBT : le contrôle non destructif du bois au service de son usage efficient”. 《www.leboisinternational.com》 (프랑스어). 2022년 6월 7일. 2023년 11월 18일에 확인함.
9. ↑  Newswires, Goran MijukDow Jones (2003년 12월 5일). “Pole Position”. 《Wall Street Journal》 (미국 영어). ISSN 0099-9660. 2023년 11월 18일에 확인함.
10. ↑  “Le massif de la Chartreuse, première forêt candidate à une AOC”. 《Le Monde.fr》 (프랑스어). 2003년 1월 10일. 2023년 11월 18일에 확인함.
11. ↑   (영어) |제목=이(가) 없거나 비었음 (도움말)
12. ↑  Aïssa Boubou. “Architectural Heritage And Innovation: Swiss Engineering at the Forbidden City”. 《www.linkedin.com》 (영어). 2024년 5월 29일에 확인함.
13. ↑  “Nachhaltiges Bauen, Holzbau Sustainable Construction Timber Construction”. 《issuu》 (영어). 2023년 11월 18일에 확인함.
14. ↑  “Devant son île de bois, Neuchâtel découvre le gigantisme d'Expo.02 - Le Temps” (프랑스어). 2000년 3월 26일. ISSN 1423-3967. 2023년 11월 18일에 확인함.
15. ↑  Opinion, Afrique (2024년 3월 21일). “CBS-CBT, le bureau d’études bois d’excellence pour les projets les plus ambitieux !” (프랑스어). 2024년 5월 29일에 확인함.
16. ↑  villamedici (2022년 5월 16일). “Pavilion let’s play!”. 《Villa Medici》 (미국 영어). 2024년 5월 29일에 확인함.
17. ↑  “ECOTIM”. 《Pôle Excellence Bois》 (프랑스어). 2023년 4월 6일에 원본 문서에서 보존된 문서. 2023년 4월 6일에 확인함..
18. ↑  “La Rochette. Cinq ans après un incendie, Ecotim s’est reconstruit”. 《www.ledauphine.com》 (프랑스어). 2023년 11월 18일에 확인함.
19. ↑  “ROTHERENS / COMBE DE SAVOIE. Un violent incendie a ravagé le bâtiment d'Ecotim mardi soir”. 《www.ledauphine.com》 (프랑스어). 2023년 11월 18일에 확인함.
20. ↑  lefigaro.fr (2021년 9월 5일). “Le centre spatial de Kourou accueille un immeuble en bois”. 《Le Figaro》 (프랑스어). 2023년 11월 18일에 확인함.
21. ↑  Speight, Virginie (2021년 8월 30일). “Retour aux sources”. 《HORS SITE》 (프랑스어). 2023년 7월 30일에 확인함..
22. ↑  Opinion, Afrique (2023년 2월 9일). “De la Guyane à Lille en passant par la Suisse, pour une Neutralité…. Carbone !” (프랑스어). 2023년 11월 18일에 확인함.
23. ↑  Array (2023년 2월 6일). “Le Forum Bois Construction trace son layon guyanais”. 《Batirama.com》 (프랑스어). 2023년 4월 15일에 확인함..
24. ↑  Jonas Tophoven (2024년 5월 26일). “Construction biosourcée : maison des Solidarités à Langon (35)”. 《Batirama.com》 (프랑스어). 2024년 5월 29일에 확인함.
25. ↑  Array (2020년 4월 7일). “L'industriel du bois CBS -Lifteam s'attend à une forte reprise”. 《Batirama.com》 (프랑스어). 2023년 11월 18일에 확인함.
26. ↑  “CBS-CBT, l’expert mondial du bois enraciné en Suisse romande”. 《Agefi.com》 (프랑스어). 2023년 11월 18일에 확인함.
27. ↑  lignum-vaud (2022년 10월 20일). “Portrait #1”. 《Lignum Vaud》 (프랑스어). 2023년 11월 18일에 확인함.
28. ↑  “ISC Timber UNECE” (PDF).
29. ↑  “Specialized Training in Wood-based Material for “climate refugees” - FSF-IHCE” (미국 영어). 2021년 9월 10일. 2023년 4월 6일에 확인함.[깨진 링크(과거 내용 찾기)].
30. ↑  “CBS Lifteam, magazine Bois & Business. Bureau d'études bois.”. 《Bois & Business》 (프랑스어). 2023년 6월 27일. 2023년 7월 30일에 확인함..
31. ↑  “Une moisson de distinctions pour CBS-Lifteam”. 《www.brefeco.com》 (프랑스어). 2023년 7월 11일. 2023년 11월 18일에 확인함.
32. ↑  lefigaro.fr (2023년 7월 14일). “En Guyane, cette salle de sport en bois évoque les palmes d’un cocotier”. 《Le Figaro》 (프랑스어). 2023년 11월 18일에 확인함.